# Aerénquima

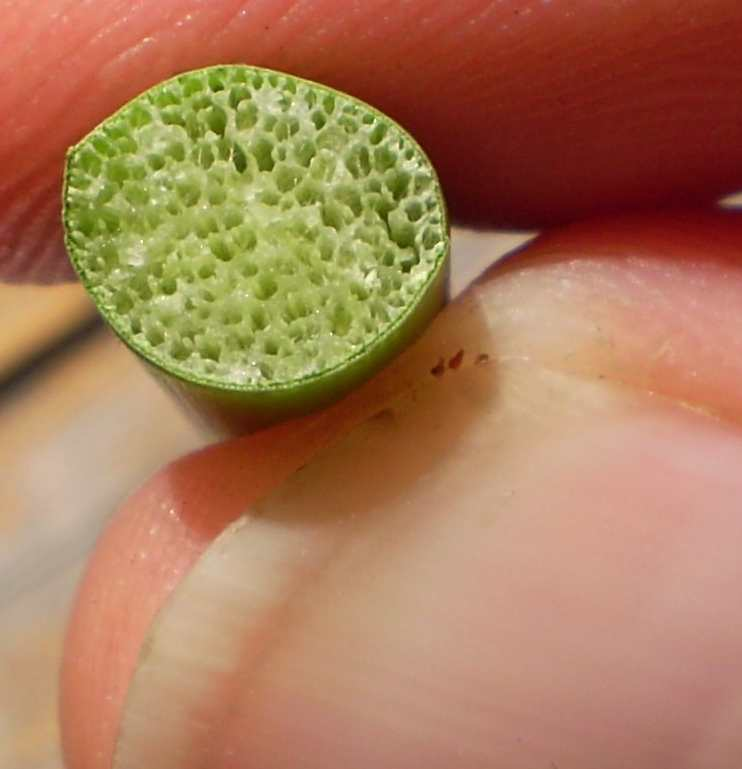
Aerénquima de Schoenoplectus tabernaemontani

El aerénquima es un tejido vegetal parenquimático con grandes espacios intercelulares llenos de aire, presentando sus células constituyentes por finas membranas no suberificadas; en unos casos es un tejido primario y en otros, producto del felógeno o de un meristema parecido. Es propio de plantas acuáticas sumergidas o de las palustres que se desarrollan en medios pobres en oxígeno. Se distinguen dos tipos:
- Aerénquima esponjoso: formado por una serie más o menos grande de estratos unicelulares, concéntricos, enlazados entre sí por las prolongaciones de células que van de estrato a estrato, entre los cuales se almacena el aire; es muy blando y blanquecino, propio de raíces y partes inferiores de tallos de plantas palustres;
- Aerénquima lameloso: formado por células dispuestas irregularmente, pero dejando grandes espacios entre ellas, limitados por una única capa de células, siendo propio de plantas acuáticas.